# Abraliopsis tui
Abraliopsis tui är en bläckfiskart som beskrevs av John Leonard Riddell 1985.
Abraliopsis tui ingår i släktet Abraliopsis och familjen Enoploteuthidae. Inga underarter finns listade i Catalogue of Life.